# L'Hôtel des amours passées
L'Hôtel des amours passées (Ein Sommer auf Sylt) est un téléfilm allemand réalisé par Thomas Nennstiel et diffusé en 2010.

## Synopsis
Après cinq années sans vacance, Anne et Stefan ainsi que leurs deux enfants doivent partir pour l'Île de Sylt. Cependant le jour de leur départ, elle découvre que son époux a une liaison. 
Ne se laissant pas abattre, Anne décide de partir quand même seule avec ses deux enfants. 
Elle s'installe dans un hôtel délabré, qu'elle décide de reprendre en main, à la suite des difficultés financières de la tenancière.

## Fiche technique
- Titre original : Ein Sommer auf Sylt
- Réalisation : Thomas Nennstiel
- Scénario : Mathias Klaschka, d'après un roman de Nina Kresswitz
- Photographie : Rainer Lauter
- Musique : Siggi Mueller
- Durée : 89 minutes
- Date de diffusion : Mercredi 7 mai 2014 sur Téva à 23h45. Rediffusion Vendredi 9 mai à 13h30 sur cette même chaîne.

## Distribution
- Christine Neubauer : Anne Berger
- David C. Bunners : Stefan Berger
- Brigitte Janner : Lina Hansen
- Jochen Horst : Jan Hansen
- Giulia Karkhoff : Emily Berger
- Jean-Luca Classen : Robert Berger
- Nadeshda Brennicke : Meike Hartung
- Susanne Häusler : Mme Kleinert
- Henning Baum : Docteur Piet Bornhold